# Nikolaï Ostrovski
Pour les articles homonymes, voir Ostrovski (homonymie).
Nicolas Ostrovski (russe : Николай Алексеевич Островский / Nikolaï Alexeïevitch Ostrovski, ukrainien : Микола Олексійович Островський / Mikola Oleksiyovitch Ostrovskiy) est un écrivain soviétique, né le 16 septembre 1904 (29 septembre dans le calendrier grégorien) et décédé le 22 décembre 1936. À l'âge de 20 ans, il souffrit de spondylarthrite ankylosante et devint aveugle, à la suite des blessures reçues alors qu'il combattait dans la cavalerie rouge de Boudienny, pendant la guerre civile. Il passa les quatre dernières années de sa vie à écrire des monographies, dont Et l'acier fut trempé... et Enfantés par la tempête, traduites en français. Ostrovski fut, à titre posthume, le premier lauréat du Prix du Komsomol institué en 1966.

## Biographie
Le 22 septembre 1904, Nikolaï Ostrovski naît dans le village de Viliya du raïon d'Ostrojskovo de l'oblast de Volhynie (aujourd'hui raïon d'Ostrojski, dans l'oblast de Rivne) dans l'ouest de l'Ukraine, alors partie de l'Empire russe. Il est le cinquième enfant d'une famille ouvrière pauvre. Il est accepté avant l'âge requis à l'école de l'église du village « en raison de capacités extraordinaires » et y reste jusqu'à l'âge de neuf ans. Il sort de l'école avec un bon bulletin et commence à travailler en 1913 comme berger. En 1914, sa famille s'installe dans le centre ferroviaire de Chepetivka. Nikolaï Ostrovski entre dans une école élémentaire, mais est exclu par son professeur de lettres. En 1916, il devient salarié dans les cuisines du restaurant de la gare de chemin de fer, mais est renvoyé en 1917 pour s'être assoupi sur place. Ensuite, il travaille successivement dans un entrepôt et comme électricien à la station électrique locale.
Il rejoint les rangs du Komsomol le 20 juillet 1919 et le 9 août 1919 s'engage dans l'armée. Il sert sous les ordres de Grigori Kotovski et dans la 1re Armée de cavalerie. Il est gravement blessé au dos par un shrapnel en août 1920 près de Lvov. Démobilisé, il sert encore dans les unités spéciales du Komsomol, l'équivalent de la milice.
En 1921, il est assistant d'électricien aux ateliers de Kiev, tout en poursuivant une formation dans une école technique et occupant le poste de secrétaire de la cellule du Komsomol. 
En 1922, il participe à la construction d'un tronçon du chemin de fer près de Kiev et tombe malade du typhus. Après rétablissement, il devient commissaire du bataillon de Vseobuch (Instruction Militaire Générale) à Berezdiv (en). Il est aussi secrétaire du comité du Komsomol de Berezdiv et d'Iziaslav.
Il se retrouve cloué au lit par une grave maladie à partir de 1927. Il perd également la vue. Le diagnostic exact est inconnu, différentes sources mentionnent une spondylarthrite ankylosante et sclérose en plaques. Il conçoit une sorte de pochoir séparant les lignes sur le papier et à l'aide de ce dispositif commence à rédiger le roman autobiographique Povest o Kotovtsakh. Son manuscrit sera perdu par la poste. Il s'installe à Sotchi en 1930, et commence à écrire ce qui sera l’œuvre de sa vie, le roman Et l'acier fut trempé.
André Gide lui rend visite et ne cache pas l'admiration que suscite en lui la personnalité du jeune écrivain, il en parle dans son livre Retour de l'U.R.S.S..
En avril 1932, le journal Molodaïa Gvardia (Jeune Garde) commence à publier Et l'acier fut trempé. En novembre de la même année, la première partie du roman est publiée dans un livre séparé. En 1934, parait le second volume. Toutefois, dans le premier temps, cet ouvrage passe inaperçu.
Cependant, le 17 mars 1935, un journaliste militaire, écrivain et personnage public Mikhaïl Koltsov publie un essai sur Ostrovski intitulé Courage dans la série Personnalités de notre pays du journal La Pravda, après quoi le roman gagne immédiatement en popularité en URSS.
En 1935, Ostrovski reçoit l'ordre de Lénine, le gouvernement de l'URSS lui offre une maison à Sotchi et un appartement à Moscou dans la rue Gorki (maintenant son appartement est un musée). Au cours des derniers mois de sa vie, il jouit d'une renommée générale, accueillant lecteurs et écrivains à son domicile.
Mort le 22 décembre 1936 à Moscou à l'âge de 32 ans, Nikolaï Ostrovski est inhumé au cimetière de Novodievitchi.

## Travaux littéraires
- 1927 : Повесть о котовцах (roman, le manuscrit est perdu en transit)
- 1932 : Et l'acier fut trempé
- 1935 : Enfantés par la tempête

## Postérité

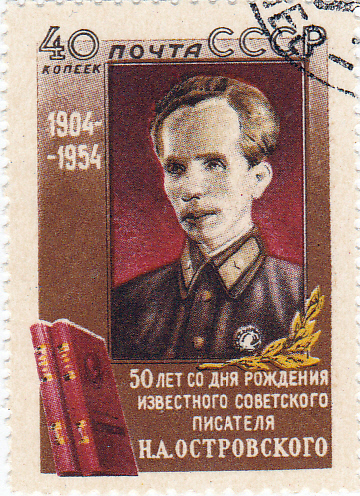
timbre soviétique commémorant le 50e anniversaire de la naissance de Nikolaï Ostrovski
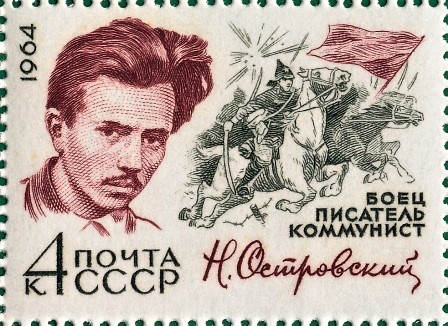
autre de 1964.
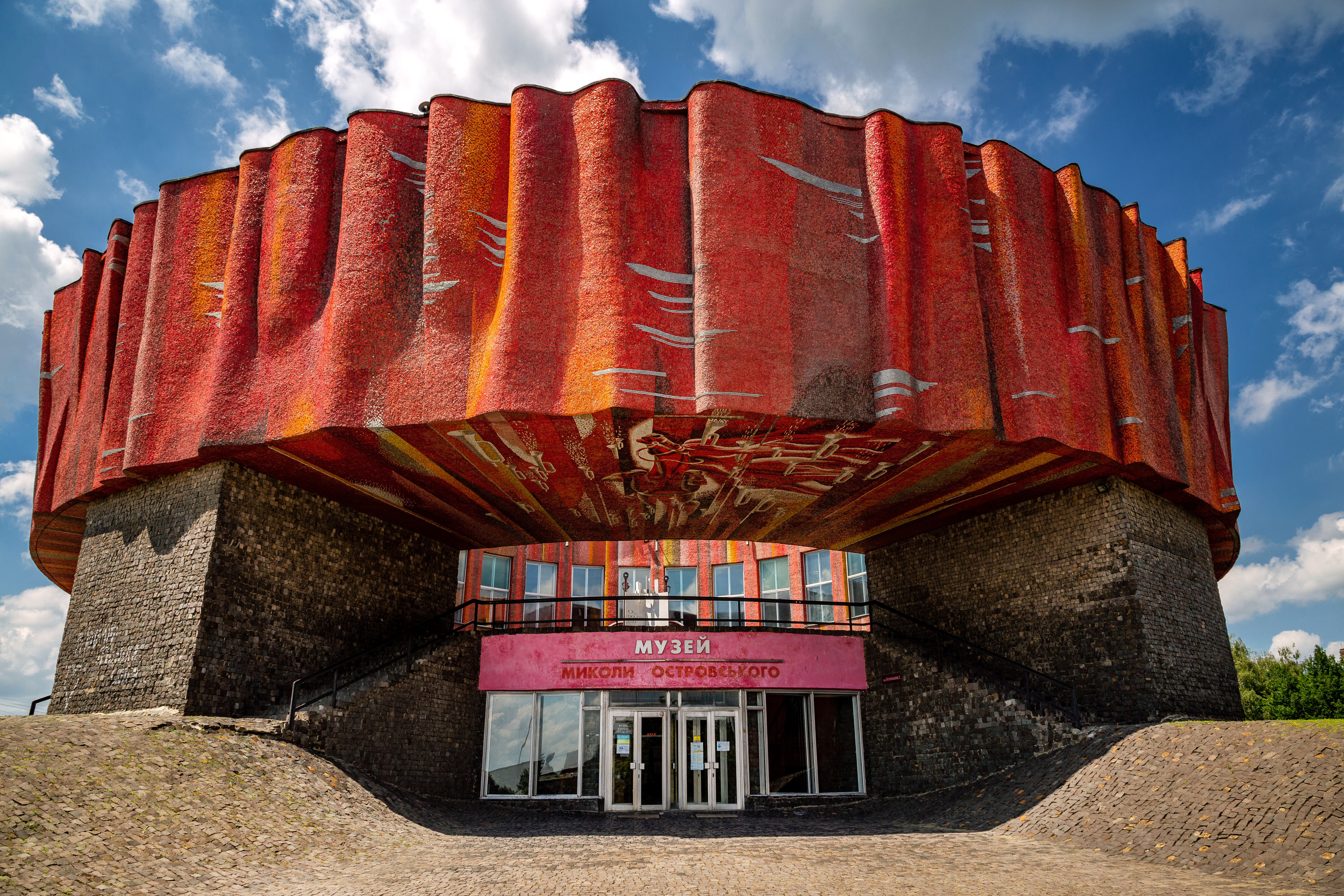
Musée de la propagande à son nom classé[4].
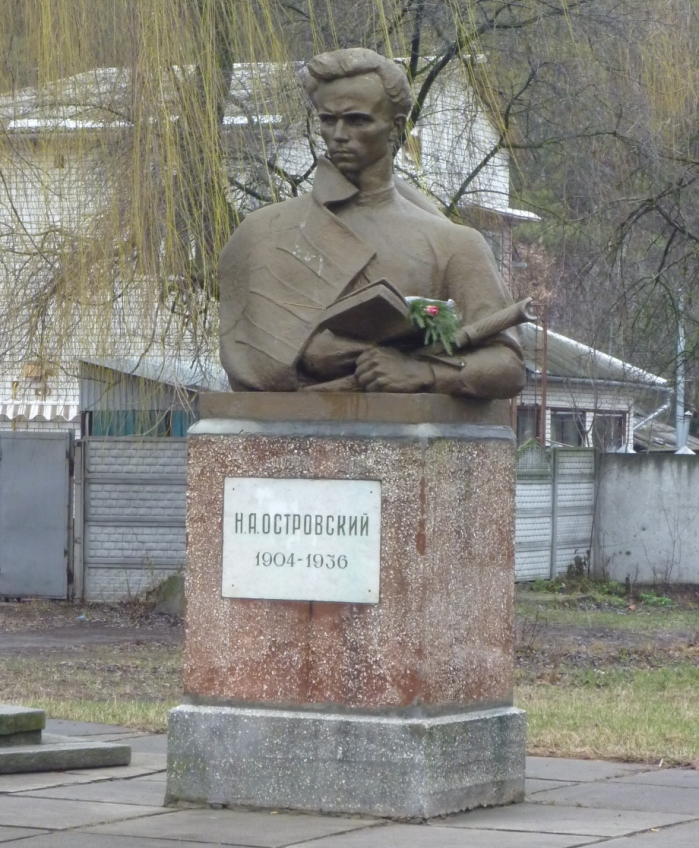
Son buste à Boïarka classé[5].
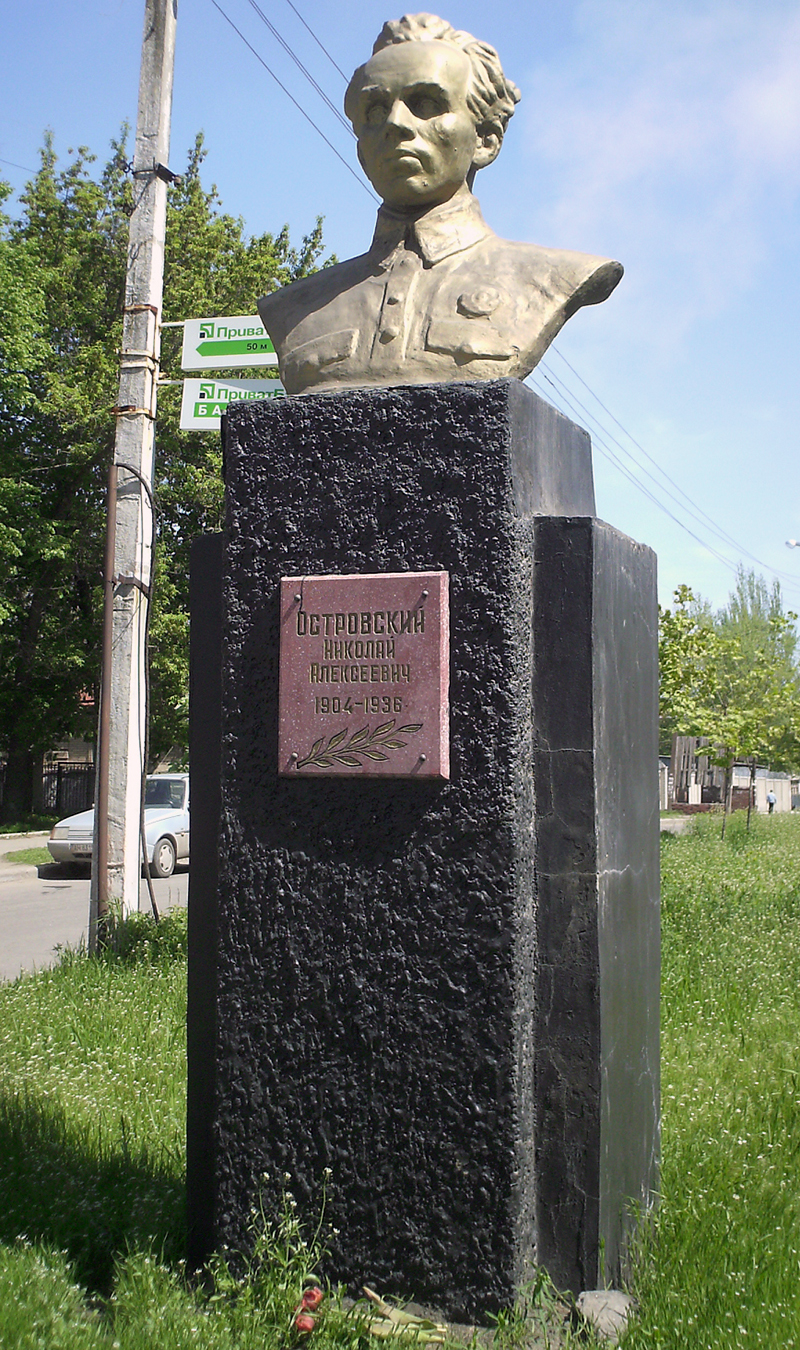
à Kramatorsk classé[6].